# L'ultima luna d'agosto
L'ultima luna d'agosto (Full Moon in Blue Water) è un film statunitense del 1988 diretto da Peter Masterson.